# 曙橋駅
曙橋駅（あけぼのばしえき）は、東京都新宿区住吉町にある、東京都交通局（都営地下鉄）新宿線の駅である。駅番号はS 03。

## 歴史
- 1980年（昭和55年）3月16日：開業。
- 2007年（平成19年）3月18日：ICカード「PASMO」の利用が可能となる[2]。
- 2011年（平成23年）：バリアフリー化。

## 駅構造
相対式ホーム2面2線を有する地下駅。出入口は新宿三丁目寄りにA1・A2、市ヶ谷寄りにA3・A4が設置されている。ホームは新宿方面から本八幡方面に向けて右カーブになっている。
開業時から長らく案内放送で注意喚起が流れていなかったが、発車標設置後に「ホームと電車との間が開いておりますので、ご注意下さい」が加えられている。また、1997年まで当駅はフジテレビ河田町本社の最寄駅で、当時乗車位置に会社ロゴが使われるほか、駅広告はフジテレビのテレビ番組広告が使われ、駅アナウンスは「曙橋、曙橋、フジテレビ前です」とされていた。
ホームと改札内コンコースの間を連絡するエスカレーターとエレベーターが設置されている。出入口と改札内コンコースの間には途中までエスカレーターがあるが、A3出入口にはエレベーターが併設されている。
都庁前駅務管区市ヶ谷駅務区の管轄。駅業務は東京都営交通協力会に委託されている。

### のりば
| 番線 | 路線       | 行先              |
| ---- | ---------- | ----------------- |
| 1    | 都営新宿線 | 新宿・ 京王線方面 |
| 2    | 都営新宿線 | 本八幡方面        |

（出典：都営地下鉄:駅構内図）

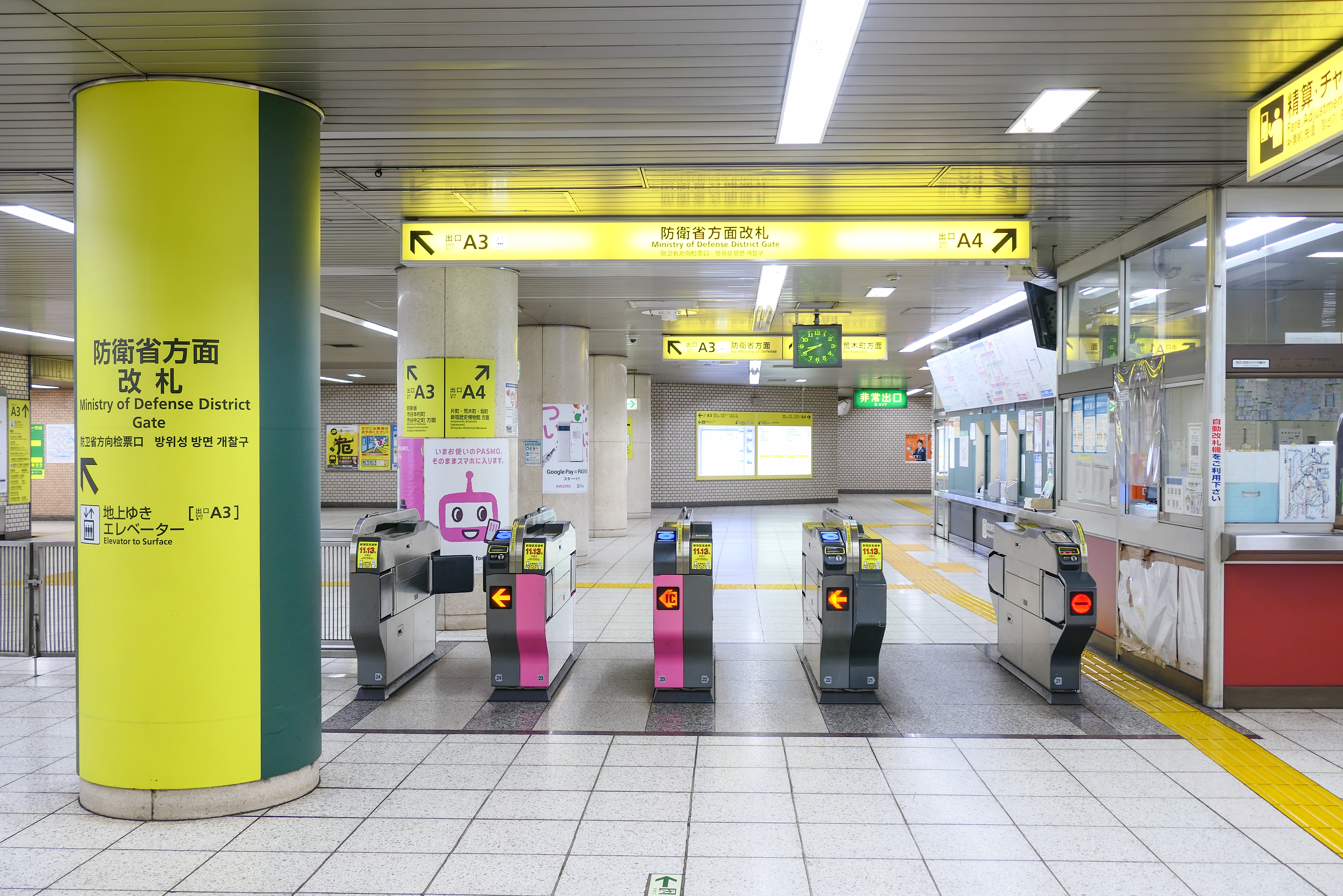
防衛省方面改札口（2022年11月）
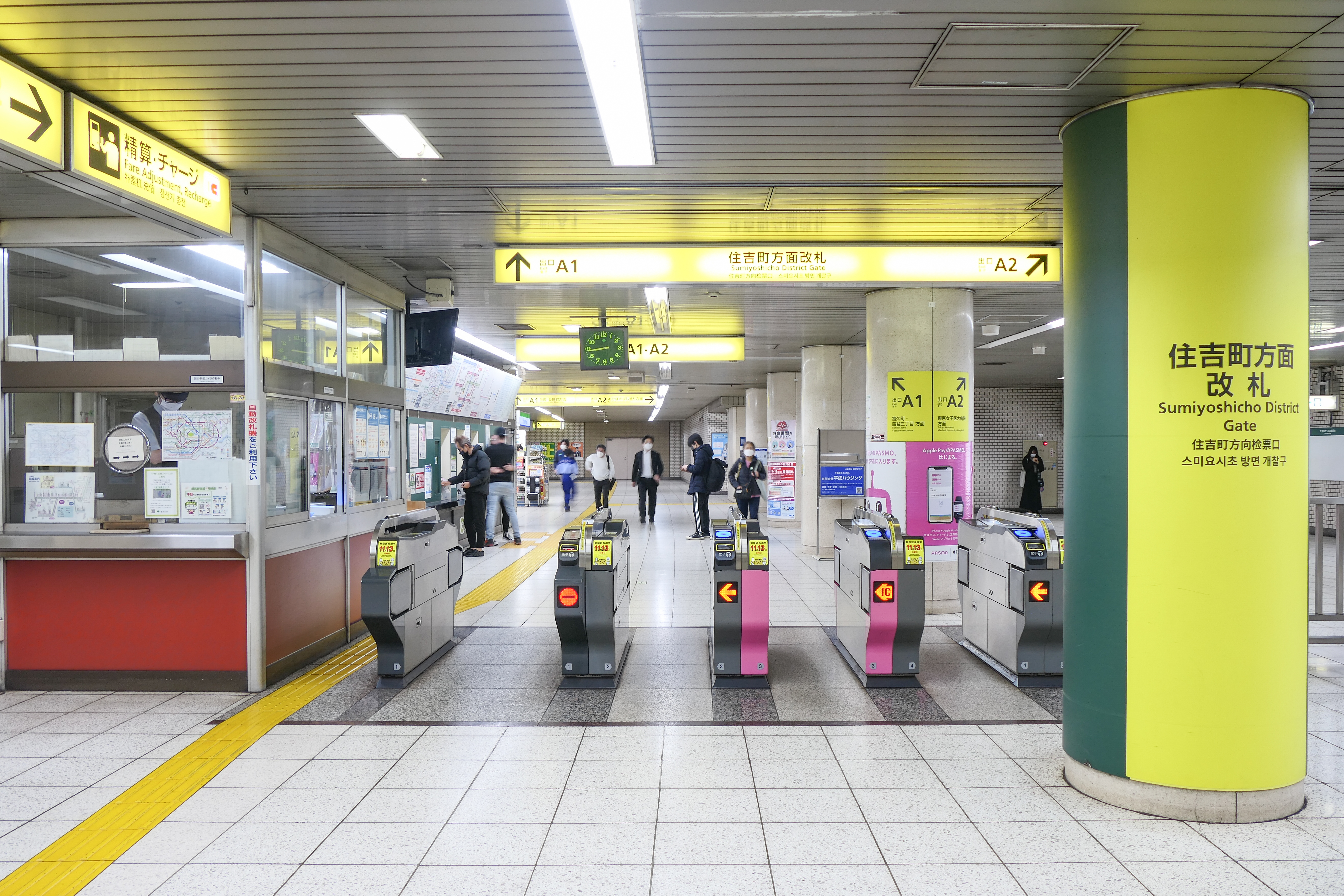
住吉町方面改札（2022年11月）
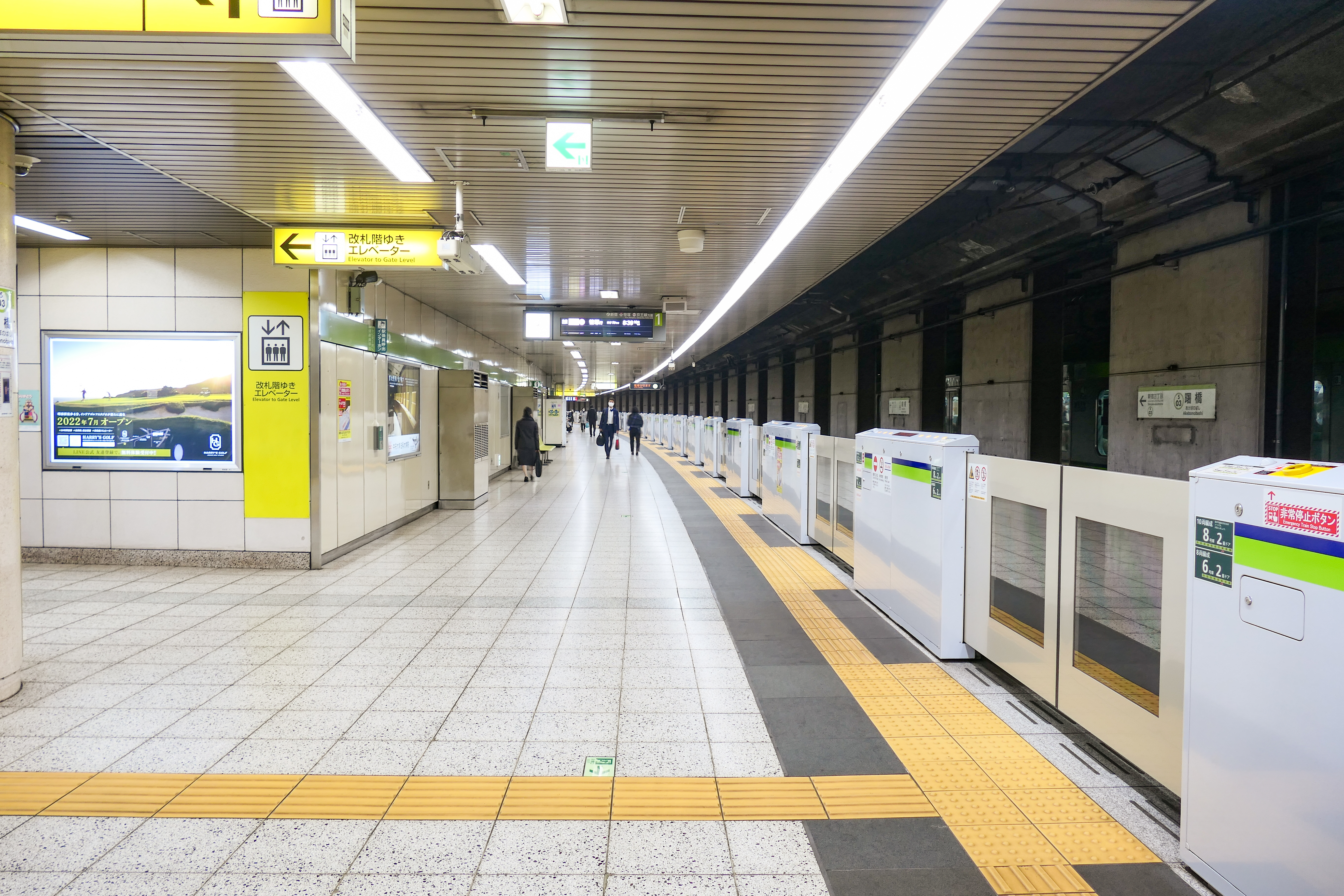
1番線ホーム（2022年11月）
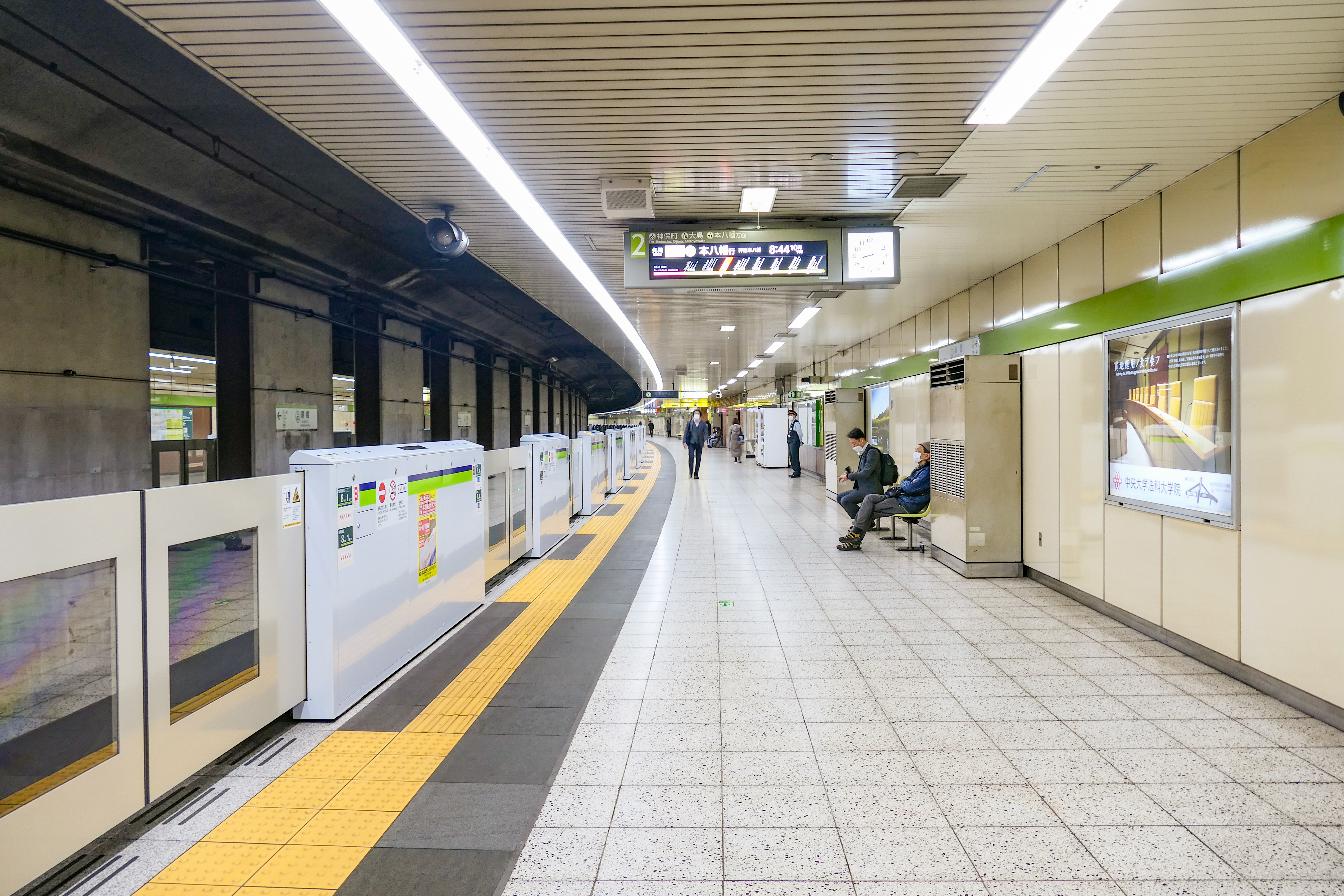
2番線ホーム（2022年11月）

## 利用状況
2023年（令和5年）度の1日平均乗降人員は35,291人（乗車人員：17,891人、降車人員：17,400人）である。
各年度の1日平均乗降・乗車人員数は下表の通り。
| 年度               | 1日平均 乗降人員 | 1日平均 乗車人員 | 出典     |
| ------------------ | ---------------- | ---------------- | -------- |
| 1990年（平成02年） |                  | 26,027           | [ * 1 ]  |
| 1991年（平成03年） |                  | 26,934           | [ * 2 ]  |
| 1992年（平成04年） |                  | 28,060           | [ * 3 ]  |
| 1993年（平成05年） |                  | 28,937           | [ * 4 ]  |
| 1994年（平成06年） |                  | 27,789           | [ * 5 ]  |
| 1995年（平成07年） |                  | 25,910           | [ * 6 ]  |
| 1996年（平成08年） |                  | 25,211           | [ * 7 ]  |
| 1997年（平成09年） |                  | 22,373           | [ * 8 ]  |
| 1998年（平成10年） |                  | 21,923           | [ * 9 ]  |
| 1999年（平成11年） |                  | 21,339           | [ * 10 ] |
| 2000年（平成12年） |                  | 20,868           | [ * 11 ] |
| 2001年（平成13年） |                  | 18,411           | [ * 12 ] |
| 2002年（平成14年） |                  | 18,285           | [ * 13 ] |
| 2003年（平成15年） | 36,999           | 18,167           | [ * 14 ] |
| 2004年（平成16年） | 35,361           | 17,542           | [ * 15 ] |
| 2005年（平成17年） | 35,198           | 17,438           | [ * 16 ] |
| 2006年（平成18年） | 35,338           | 17,422           | [ * 17 ] |
| 2007年（平成19年） | 36,838           | 18,367           | [ * 18 ] |
| 2008年（平成20年） | 37,314           | 18,783           | [ * 19 ] |
| 2009年（平成21年） | 36,434           | 18,441           | [ * 20 ] |
| 2010年（平成22年） | 35,150           | 17,781           | [ * 21 ] |
| 2011年（平成23年） | 33,870           | 17,153           | [ * 22 ] |
| 2012年（平成24年） | 34,858           | 17,595           | [ * 23 ] |
| 2013年（平成25年） | 35,829           | 18,134           | [ * 24 ] |
| 2014年（平成26年） | 35,845           | 18,141           | [ * 25 ] |
| 2015年（平成27年） | 36,498           | 18,469           | [ * 26 ] |
| 2016年（平成28年） | 36,790           | 18,610           | [ * 27 ] |
| 2017年（平成29年） | 38,039           | 19,245           | [ * 28 ] |
| 2018年（平成30年） | 39,127           | 19,780           | [ * 29 ] |
| 2019年（令和元年） | 39,245           | 19,871           | [ * 30 ] |
| 2020年（令和02年） | 28,828           | 14,592           |          |
| 2021年（令和03年） | 30,749           | 15,575           |          |
| 2022年（令和04年） | 33,879           | 17,186           |          |
| 2023年（令和05年） | 35,291           | 17,891           |          |

## 駅周辺
- 曙橋 - 外苑東通りに掛かる陸橋。ここで靖国通りと立体交差している。
- 東京女子医科大学
  - 東京女子医科大学病院
- 河田町ガーデン
- 防衛省市ヶ谷地区
- 警視庁第五機動隊
- 警視庁第一交通機動隊
- 新宿住吉郵便局
- 成女学園中学校・成女高等学校
- 成城中学校・高等学校
- 東京都立総合芸術高等学校
- 東洋美術学校
- ウィズ新宿（新宿区立男女共同参画センター、図書資料室併設）
- 新宿歴史博物館
- 消防博物館（当駅より南下、徒歩7分）
- あけぼのばし通り商店街（旧：フジテレビ下通り）
- 四谷三丁目駅（東京メトロ丸ノ内線、外苑東通り経由徒歩10分程度）
- 牛込柳町駅（都営地下鉄大江戸線、同上）
- 若松河田駅（都営地下鉄大江戸線）

## バス路線
すべて都営バスにより運行される。
曙橋（A1・A2出口すぐ）
- 白61：新宿駅西口行 / 練馬車庫前行・練馬駅行

合羽坂下（A3・A4出口より靖国通り市ヶ谷駅方向徒歩3分）
- 高71：九段下行 / 高田馬場駅前行
- 宿75：三宅坂行 / 新宿駅西口行

荒木町（A4出口より外苑東通り四谷三丁目方向徒歩3分）
- 早81：渋谷駅東口（循環） / 早大正門行

## 付記

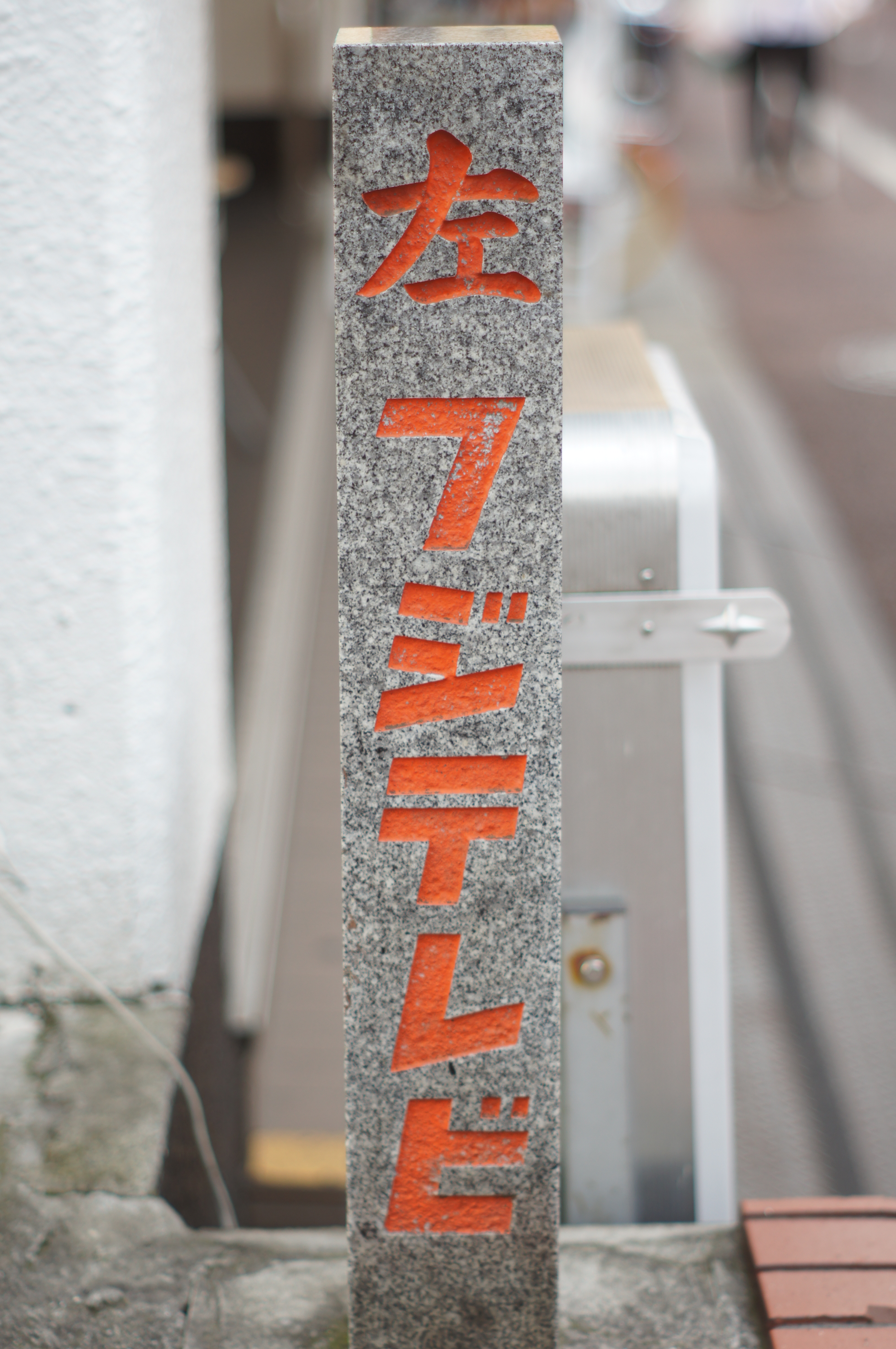
「あけぼのばし通り」は以前「フジテレビ下通り」と呼ばれており、通りの途中にある念仏坂入口には今もフジテレビへの案内が刻まれた道標が残る。フジテレビのロゴは「8」の字と共に1985年度まで使用されていたもの。

- かつては、当駅の至近（河田町）にフジテレビジョン本社があり、その最寄り駅であったことから、副駅名としてフジテレビ前と案内されていた[7]。1997年にフジテレビ本社が台場に移転してからは「中央大学ロースクール・アカウンティングスクール前」が掲示されていた時期もあった。
- 映画『バブルへGO!! タイムマシンはドラム式』では、1990年当時のフジテレビ本社の最寄り駅だったことから、テレビ局への待ち合わせ場所として登場した。

## 隣の駅
東京都交通局（都営地下鉄）
 都営新宿線

■急行
通過
■各駅停車
新宿三丁目駅 (S 02) - 曙橋駅 (S 03) - 市ヶ谷駅 (S 04)